# Ruth Kyalisima
Ruth Kyalisima (* 21. November 1955) ist eine ehemalige ugandische Leichtathletin, die im Sprint und im Hürdenlauf sowie im Weitsprung an den Start ging. 1988 wurde sie in Annaba Afrikameisterin in der 4-mal-400-Meter-Staffel und siegte in diesem Bewerb 1973 in Lagos bei den Afrikaspielen. Zudem gewann sie zahlreiche weitere Medaillen bei kontinentalen Meisterschaften und zählt damit zu den erfolgreichsten Leichtathletinnen ihres Landes. Aktuell ist sie Inhaberin des Landesrekordes über 400 m Hürden.

## Sportliche Laufbahn
Erste internationale Erfahrungen sammelte Ruth Kyalisima vermutlich im Jahr 1973, als sie bei den Afrikaspielen in Lagos mit der ugandischen 4-mal-400-Meter-Staffel in 3:45,42 min gemeinsam mit Margaret Bisereko, Rose Musani  und Regina Ongia die Goldmedaille gewann. Im Jahr darauf schied sie bei den British Commonwealth Games in Christchurch mit 14,50 s im Halbfinale im 100-Meter-Hürdenlauf aus. 1977 belegte sie beim IAAF World Cup in Düsseldorf mit der afrikanischen Auswahlstaffel über 4-mal 400 Meter in 3:36,3 min den siebten Platz und im Jahr darauf gewann sie bei den Afrikaspielen in Algier in 54,49 s die Silbermedaille im 400-Meter-Lauf hinter der Nigerianerin Kehinde Vaughan und sicherte sich über 100 m Hürden in 13,92 s die Silbermedaille hinter der Nigerianerin Judy Bell-Gam und stellte damit einen neuen Landesrekord auf. Zudem gewann sie mit der 4-mal-100- und 4-mal-400-Meter-Staffel jeweils die Bronzemedaille. 1979 gewann sie bei den Afrikameisterschaften in Dakar in 60,41 s die Bronzemedaille im 400-Meter-Hürdenlauf hinter der Marokkanerin Fatima El Faquir und Rose Tata aus Kenia. 1982 gewann sie bei den Afrikameisterschaften in Kairo in 14,0 s die Silbermedaille über 100 m Hürden hinter der Marokkanerin Nawal El Moutawakel und musste sich über 400 m Hürden in 59,00 s ebenfalls nur El Moutawakel geschlagen geben. Zudem gewann sie mit der 4-mal-400-Meter-Staffel in 3:44,9 min gemeinsam mit Evelyn Adiru, Farida Kyakutema und Margaret Komugisha die Silbermedaille hinter dem kenianischen Team. Anschließend gewann sie bei den Commonwealth Games in Brisbane in 57,10 s die Silbermedaille über 400 m Hürden hinter der Australierin Debbie Flintoff-King. Im Jahr darauf schied sie bei den erstmals ausgetragenen Weltmeisterschaften in Helsinki mit 57,58 s in der ersten Runde über 400 m Hürden aus und 1984 schied sie bei den Olympischen Sommerspielen in Los Angeles mit 57,02 s im Halbfinale aus. Zudem war sie Fahnenträgerin Ugandas während der Eröffnungsveranstaltung der Spiele. 1988 gewann sie bei den Afrikameisterschaften in Annaba in 57,32 s die Silbermedaille hinter der Nigerianerin Maria Usifo und siegte mit der 4-mal-400-Meter-Staffel in 3:37,74 min gemeinsam mit Jane Ajilo, Grace Buzu und Farida Kyakutema. Daraufhin schied sie bei den Olympischen Sommerspielen in Seoul mit 59,62 s in der ersten Runde über 400 m Hürden aus und kam auch mit der 4-mal-100-Meter-Staffel mit 46,55 s nicht über den Vorlauf hinaus. Daraufhin trat sie nicht mehr international in Erscheinung.
In den Jahren 1982, 1984 und 1985 wurde Kyalisima ugandische Meisterin im 100-Meter-Hürdenlauf sowie 1982 und 1984 auch über 400 m Hürden. Zudem wurde sie 1984 und 1985 Landesmeisterin im 100-Meter-Lauf sowie 1985 auch über 200 und 400 Meter und 1985 und 1988 im Weitsprung.

## Persönliche Bestleistungen
- 400 m Hürden: 57,02 s, 6. August 1984 in Los Angeles